# Egérmozdulat
Az egérmozdulat (angolul mouse gesture) a számítástechnikában az egérrel való kattintás és az egér mozgatásának kombinációja, melyet bizonyos szoftverek parancsként értelmeznek. Az egérmozdulatok gyors hozzáférést biztosítanak a gyakoribb parancsokhoz egy programban. Ugyancsak hasznosak lehetnek az olyan embereknek, akiknek a billentyűzet kezelése problémát okoz.
Például egy webböngészőben a felhasználó visszaléphet az előzőleg megnyitott oldalra, ha lenyomja a jobb egérgombot, óvatosan balra húzza az egeret, majd felengedi a gombot. Az Opera, Konqueror és Mozilla böngészők felismerik az ehhez hasonló egérmozdulatokat.
Az első egérmozdulat az áthúzás vagy vonszolás (angolul drag) volt, melyet az Apple vezetett be, hogy lecserélje az erre szolgáló speciális egérgombot a Macintosh és Lisa gépeken. Az áthúzás alatt az egér gombja le van nyomva, miközben mozgatjuk az egeret; ezt a szoftver külön értelmezi az amúgy független kattintások és mozgatások sorától. Bár ezt a műveletet a szoftverek széles körben átvették és használták, kevés hasonló egérmozdulat lett ilyen sikeres. Jelenleg a legtöbb program az áthúzás műveleten kívül egyetlen más egérmozdulatot sem ismer. Az olyan programok, melyek más mozdulatokat is használnak, a saját elképzeléseik szerint teszik ezt. Bizonyos esetekben nagyon rövid mozgásokat is egérmozdulatnak értelmeznek, míg más esetekben precíz mozgások szükségesek (például egy kör rajzolása). Egyes esetekben a programok megengedik a felhasználóknak az egérmozdulatok testreszabását is.
Néhány számítógépes játék ugyancsak használ egérmozdulatokat. Például a Myth valós idejű stratégiai játékban, melyet eredetileg a Bungie Software készített, a játékosok az egérmozdulatokat arra használhatják, hogy a harctéren az egységeket a kívánt irányba indítsák. Egy másik játék, mely sok egérmozdulatot használ, a Lionhead Black and White játéka, melyben különböző varázslatokat indíthat a játékos a segítségükkel.
Egyes alkalmazások lehetővé teszik az egérmozdulatok használatát olyan programokban is, melyek egyébként nem támogatják azokat, ilyenek a Sensiva, a StrokeIt vagy a gMote a Microsoft Windows operációs rendszeren. A KDE a 3.2-es verzió óta támogatja az általános egérmozdulatokat.